# Obliquacarinata
Obliquacarinata es un género de foraminífero planctónico de la subfamilia Globotruncaninae, de la familia Globotruncanidae, de la superfamilia Globotruncanoidea, del suborden Globigerinina y del orden Globigerinida. Su especie tipo es Globotruncana obliqua. Su rango cronoestratigráfico abarca el Campaniense inferior (Cretácico superior).

## Descripción
Obliquacarinata incluía especies con conchas trocoespiraladas, de forma cóncavo-convexa; sus cámaras son romboidales, hemisféricas o angulocónicas, y subtriangulares en el lado espiral; sus suturas intercamerales eran curvas, elevadas e imbricadas y nodulosas en el lado espiral, y sigmoidales y elevadas en el lado umbilical (carenas circumcamerales en ambos lados); su contorno ecuatorial era lobulado o redondeado; su periferia era plana y bicarenada, con las dos carenas separadas por una amplia banda imperforada, aunque la banda es más estrecha en el comienzo de cada cámara; su ombligo era muy amplio y profundo; su abertura principal era interiomarginal, umbilical-extraumbilical, protegida por un pórtico pequeño; presentaban pared calcítica hialina, macroperforada con poros cilíndricos, con la superficie fina o moderadamente pustulada.

## Discusión
El género Obliquacarinata no ha tenido mucha difusión entre los especialistas. La mayor parte de sus especies son incluidas en el género Globotruncana, del que se diferencia fundamentalmente por la forma de la banda imperforada entre carenas, ancha en la parte anterior de la cámara y estrecha en la parte posterior. Clasificaciones posteriores incluirían Obliquacarinata en la superfamilia Globigerinoidea.

## Paleoecología
Obliquacarinata, como Globotruncana, incluía especies con un modo de vida planctónico, de distribución latitudinal cosmopolita, preferentemente tropical-subtropical, y habitantes pelágicos de aguas intermedias a profundas (medio mesopelágico a batipelágico superior).

## Clasificación
Obliquacarinata incluye a las siguientes especies:
- Obliquacarinata obliqua †
- Obliquacarinata virgata †